# Saint-Marcel (Saona e Loira)
Saint-Marcel è un comune francese di 6 065 abitanti situato nel dipartimento della Saona e Loira nella regione della Borgogna-Franca Contea.

## Società

### Evoluzione demografica
Abitanti censiti

## Amministrazione

### Gemellaggi
Cerreto Guidi
 Romentino